# Луј Андерсон
Луј Пери Андерсон (енгл. Louie Perry Anderson; Сент Пол, 24. март 1953 — Лас Вегас, 21. јануар 2022) био је амерички филмски и ТВ глумац, продуцент, редитељ и комичар.
Појавио се у филмовима као што су Принц открива Америку, Принц открива Америку 2.
Познат је и по анимираној серији Живот са Луисом, која је настала по његовим сећањима на сопствено детињство.
Био је иницијални водитељ трећег оживљавања игре 
100 људи 100 ћуди америчке верзије од 1999. до 2002. године.